# Mexikansk dvärgpyton
Mexikansk dvärgpyton (Loxocemus bicolor) är en orm som förekommer i Centralamerika. Ormen är den enda arten i sitt släkte och även i sin familj.
Djuret blir upp till 120 centimeter lång och är kraftigt byggd. Färgen på ovansidan är mörkbrun till gråbrun med ett purpurfärgat skimmer i ljuset. Undersidan är antingen mörk eller krämfärgad. Vissa zoologer betraktar de olika färgvarianterna som självständiga arter (L. bicolor uoch L. sumichrasti). Bägge varianter förekommer i samma region och därför listas de vanligen som en enda art.
Mexikansk dvärgpyton förekommer från Mexikos kustlinje vid Stilla havet till norra Costa Rica. Den lever i våta och torra skogar upp till 600 meter över havet. Djuret gräver i mjuk jord och lövansamlingar. Födan utgörs av mindre fåglar och däggdjur. Ormen lägger ägg.
Artens position i systematiken var länge omstridd. Den räknades ibland till boaormar (Boidae), ibland till pytonormar (Pythonidae) eller till glansormar (Xenopeltidae). Idag listas den vanligen i en egen familj.
Djuret förtecknas i Washingtonkonventionen (CITES) i appendix II. Det behövs alltså tillstånd för att in- eller utföra arten. För att hålla djuret i terrarium behövs tillstånd från den ansvariga myndigheten.